# Ardara
Ardara é uma comuna italiana da região da Sardenha, província de Sassari, com cerca de 846 habitantes. Estende-se por uma área de 38 km², tendo uma densidade populacional de 22 hab/km². Faz fronteira com Chiaramonti, Mores, Ozieri, Ploaghe, Siligo.

## Demografia
| Variação demográfica do município entre 1861 e 2011                               |
|                                                                                   |
| Fonte: Istituto Nazionale di Statistica (ISTAT) - Elaboração gráfica da Wikipedia |